# Maya Balam
Maya Balam är en ort i Mexiko.   Den ligger i kommunen Bacalar och delstaten Quintana Roo, i den östra delen av landet, 1 100 km öster om huvudstaden Mexico City. Maya Balam ligger 23 meter över havet och antalet invånare är 2 018.
Terrängen runt Maya Balam är mycket platt. Runt Maya Balam är det glesbefolkat, med 16 invånare per kvadratkilometer. Maya Balam är det största samhället i trakten. I omgivningarna runt Maya Balam växer i huvudsak städsegrön lövskog.